# Palliduphantes conradini
Espèce
Synonymes
- Lepthyphantes conradini Brignoli, 1971

Palliduphantes conradini est une espèce d'araignées aranéomorphes de la famille des Linyphiidae.

## Distribution
Cette espèce est endémique d'Italie. Elle se rencontre dans des grottes des Abruzzes et du Latium.

## Description
Cette araignée est troglobie.

## Publication originale
- Brignoli, 1971 : Note su ragni cavernicoli italiani (Araneae). Fragmenta Entomologica, vol. 7, p. 121-229.